# 席裕庚
席裕庚（1946年9月—），男，汉族，上海人，中华人民共和国自动控制专家、政治人物，上海交通大学教授，博士生导师。第八、九、十届全国政协委员。